# Almost Gold
Almost Gold è un singolo del gruppo musicale britannico The Jesus and Mary Chain, pubblicato il 22 giugno 1992 come terzo e ultimo estratto dall'album Honey's Dead.
Raggiunse il n° 41 della classifica britannica.

## Tracce
Testi e musiche di W. e J. Reid, eccetto ove indicato.

### 7"
Lato 1
1. Almost Gold - 3:16

Lato 2
1. Tenage Lust (Acoustic Version) - 2:23

### 10" (ed. limitata)
Lato A
1. Almost Gold - 3:17

Lato B
1. Catchfire (Live) - 4:40
2. Blues from a Gun (Live) - 4:15
3. Head On (Live) - 4:01

### 12" e CD
1. Almost Gold - 3:18
2. Tenage Lust (Acoustic Version) - 2:26
3. Reverberation (Doubt) - 3:46 (Hall, Sutherland, Erickson)
4. Don't Come Down - 2:40

- Note

Le tracce dal vivo sono state registrate dalla BBC alla Sheffield Arena il 14 maggio 1992.